# شلهورن
شلهورن (به آلمانی: Schellhorn) یک شهر در آلمان است که در پلون واقع شده‌است. شلهورن ۱٬۶۲۶ نفر جمعیت دارد.